# Naturpark Rundwanderweg 13

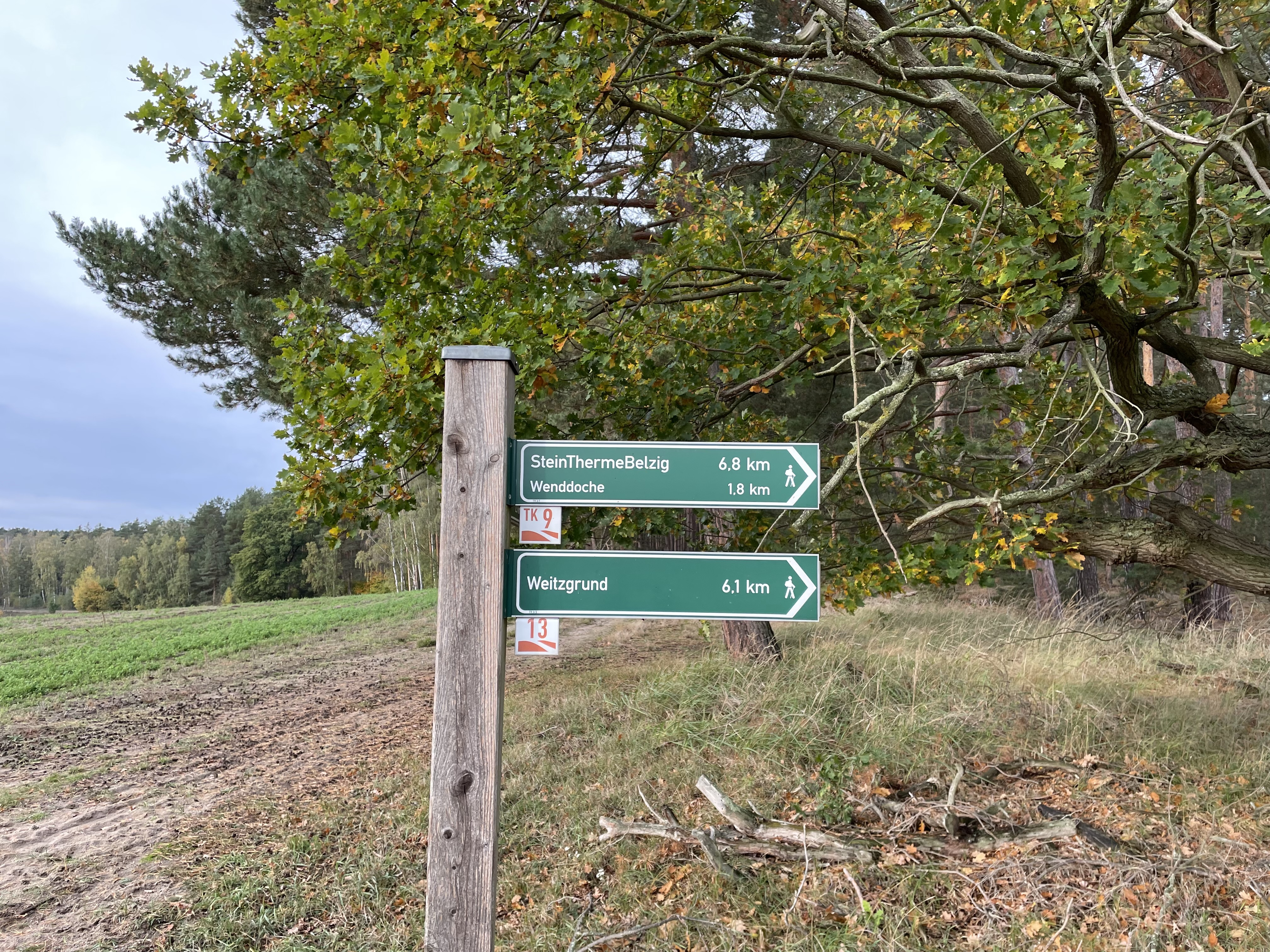
Wegmarkierung am Rundweg

Der Naturpark Rundwandweg 13 ist ein 21 km langer Wanderweg, der sich im Naturpark Hoher Fläming auf der Gemarkung der Stadt Bad Belzig befindet und zum Mittelpunkt der ehemaligen DDR führt.

## Verlauf
Obwohl es sich um einen Rundwanderweg handelt, empfiehlt das Naturparkzentrum Hoher Fläming das Thermalbad der Stadt als Startpunkt. Von dort führt die Route zunächst in nördlicher, später in nordöstlicher Richtung aus der Stadt heraus. Der Weg quert den Lumpenbach und führt zum Bad Belziger Wohnplatz Springbachmühle am gleichnamigen Springbach. Dort führt der Weg zunächst in nördlicher, später in nordwestlicher Richtung am Quellgebiet des Dallbachs vorbei zum Wohnplatz Weitzgrund. Von dort ist ein Abstecher zum ehemaligen Mittelpunkt der DDR möglich. Der Weg führt anschließend in südöstlicher Richtung zu einer Rehaklinik und durch eine kleine Rummel zurück zum Ausgangspunkt.